# TIM Brasil
TIM Brasil (B3: TIMS3; NYSE: TIMB) é uma empresa de telefonia brasileira subsidiária do Grupo TIM. No Brasil, foi fundada em 1995, começando suas operações em 1998. Foi pioneira no lançamento da tecnologia EDGE no país, nos serviços multimídia (MMS) e primeira empresa a disponibilizar a Internet 3G na modalidade pré-paga. A TIM é a 3ª maior operadora do Brasil, atrás apenas da Vivo e Claro no serviço de telecomunicações.
Em janeiro de 2023, a empresa chegou à marca de 100% das cidades do país (5.568) cobertas pela sua rede de telefonia e internet móvel. A cobertura leva em conta todas as tecnologias disponíveis, 3G, 4G e 5G, sendo o 4G o sinal preponderante. A última cidade a receber o sinal foi Lagoinha do Piauí, que tem apenas 2.656 habitantes.
Desde 2022, a TIM é responsável pelos serviços de telecomunicações da Estação Antártica Comandante Ferraz (EACF), localizada na Ilha Rei George, na Antártida, em acordo de cooperação com a Marinha do Brasil.

## História

### 1995-2005: Origem e aquisições
A TIM foi fundada no Brasil em 15 de julho de 1995, após a divisão das atividades de telefonia fixa e móvel da Telecom Italia.
Em 22 de maio de 1998, o governo brasileiro transferiu para a empresa Tele Celular Sul Participações as estatais Telepar Celular, Telesc Celular e a CTMR Celular. Para a Tele Nordeste Celular Participações, foram transferidas as estatais Telpe Celular, Telepisa Celular, Teleceará Celular, Telern Celular, Telpa Celular e Telasa Celular.
Em julho de 1998, um consórcio formado pela UGB Participações (de propriedade das Organizações Globo e Bradesco) e pela Bitel Participações (de propriedade da Telecom Italia), adquiriu, no processo de privatização da Telebrás, o controle da Tele Celular Sul e da Tele Nordeste Celular.
Em dezembro de 1998, a Telecom Itália adquiriu a participação societária da UGB Participações.
Em 28 de novembro de 2000, a TIM anunciou a compra total da Maxitel, passando a deter 96,6% das participações acionárias da empresa.
Em janeiro de 2001, a TIM participou do leilão da Anatel das Bandas D e E, passando a atuar nas regiões Centro Oeste e Norte, além dos estados do Espírito Santo, Rio de Janeiro, Rio Grande do Sul e São Paulo, tornando-se único grupo autorizado a oferecer os serviços para todo o país.
Em 30 de outubro de 2002, a Agência Nacional de Telecomunicações (Anatel) aprova a compra das ações da Maxitel pela TIM Participações.
Em 2003, a Telepar é renomeada para TIM Sul e incorporou a Telesc Celular e a CTMR Celular. No mesmo ano, a operadora lançou a tecnologia GSM e a Bitel incorporou a TIM Brasil e passou a ser denominada TIM Brasil Serviços e Participações.
Em 18 de novembro de 2003, a operadora anuncia o funcionamento da sua rede EDGE em Campinas e São Paulo. Ainda no mesmo ano a TIM Nordeste e a TIM Sul investem R$ 152,8 milhões de reais em investimentos em melhoria da rede GSM. No mesmo ano as empresas conseguem 4 milhões de clientes.
Em 2004, a Telpe (Pernambuco) incorporou todas as outras operadoras da Tele Nordeste e foi renomeada para TIM Nordeste. 
Em 2004, foi efetivada a incorporação da Tele Nordeste Celular pela Tele Celular Sul, que passou a se chamar TIM Participações.
Em 25 de abril de 2005, a TIM Participações anunciou a proposta de incorporar as totalidades das ações da TIM Sul e TIM Nordeste.

### 2006-2008: Unificação da empresa e possível venda
Em 1 de fevereiro de 2006, a TIM unifica todas as operações no Brasil, através da TIM Participações. Sendo aprovada pelo conselho de administração da TIM Participações e TIM Celular.
Em setembro de 2006, a Telecom Itália confirmou a possibilidade da venda das ações da Brasil Telecom e da TIM. Em 16 de fevereiro de 2007, a Telecom Italia desiste de vender a TIM Brasil, mas a parcela que a companhia detinha na Brasil Telecom foi vendida por US$ 515 milhões em julho. No mesmo ano, o consórcio Telco composto pelos bancos italianos Mediobanca, Assicurazioni Generali e Intesa e pelas empresas Sintonia (do Gruppo Benetton) e Telefónica, adquiriu a empresa Olímpia, que detém a fatia de 18% da Telecom Italia. A nova composição acionária foi aprovada pela Anatel, órgão regulador do setor de telecomunicações no Brasil, em outubro de 2007.
Em maio de 2007, a TIM adquiriu a licença para oferecer telefonia fixa STFC (Serviço Telefônico Fixo Comutado) obtida pela Anatel. O serviço foi descontinuado em 2008, sendo substituído pelo TIM Fixo, com o serviço fixo restrito a um aparelho separado do celular, com mobilidade restrita ao endereço de instalação (abrangendo toda a região de mesmo código de área do endereço cadastrado).

### 2009-2011: Compra da Intelig e AES Atimus

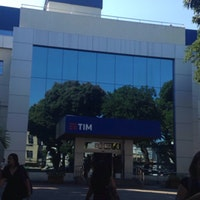
Call center da TIM no bairro de São Cristóvão, Rio de Janeiro.

Em 16 de abril de 2009, a TIM Brasil compra a Intelig. A compra obteve a partir da composição acionária que inclui a Holdco Participações e pela TIM Participações.
Em 8 de julho de 2011, a TIM compra a empresa AES Atimus por 1,6 bilhões de reais, empresa resultado da fusão das infraestruturas de fibras ópticas da AES Eletropaulo Telecom e da AES Com Rio. Com isso, a operadora pretende adicionar 1 milhão de clientes pelo TIM Fibra. No mesmo mês, a TIM ultrapassa a Claro, passando a ser a segunda maior operadora de telefonia celular do país.
Em outubro de 2011, a TIM começou a oferecer também o plano Beta, voltado especialmente ao público jovem e que foi criado de forma colaborativa por meio de uma ação inédita de crowdsourcing nas redes sociais.
Em dezembro do mesmo ano a TIM negociou parceria com a Sky para vender seus produtos em conjunto.

### 2012-2014: Demissão de Luca Luciani
No início do ano de 2012, a operadora entrega a Anatel a proposta da compra da frequência 4G na faixa 2,5 GHz, assim ficando com o terceiro lote presente no Rio de Janeiro, Espírito Santo, Paraná e Santa Catarina, no valor estimado de 340 milhões de reais.
No cargo de presidência desde 2009, Luca Luciani pediu demissão em 5 de maio de 2012 de todas as suas atividades na TIM do Brasil e da Itália, pelos encargos referentes a fraudes sobre a ativação de cartões SIM para pessoas falecidas e não-existentes.
Um dia após a suspensão da vendas de cartões SIM em dezenove estados, a operadora escolheu o ex-diretor financeiro da TIM Italia, Andrea Mangoni para a presidência.
Em 2012, a TIM lançou o site Portas Abertas, com o objetivo de conferir maior transparência à sua operação e se aproximar mais de seus clientes. Na página, é possível verificar o que a operadora está fazendo para aprimorar os serviços, além de acessar o mapa de cobertura da empresa e colaborar para a melhoria da rede.
Em janeiro de 2014, o magnata egípcio Naguib Sawiris, que em 2009 já havia tentado comprar a Brasil Telecom, expressou interesse em comprar a TIM Brasil. A negociação é impulsionada pelo impasse no aumento da participação da Telefónica na Telecom Italia, visto que a empresa espanhola já lidera no mercado de telefonia móvel brasileiro com a Vivo.

### 2020-presente
Em 14 de dezembro de 2020, em um consórcio com a Vivo e a Claro, a TIM adquiriu 32% da Oi por R$ 6,98 bilhões. Após a compra dos ativos móveis da Oi, a TIM se tornou responsável pelos serviços de telecomunicações da Estação Antártica Comandante Ferraz (EACF), em acordo de cooperação com a Marinha do Brasil.
Em dezembro de 2020, a TIM criou a FiberCo, segregando ativos de infraestrutura de fibra ótica residencial para operar como uma rede neutra.
Em novembro de 2021, a TIM arrematou dois lotes nacionais de frequência 3.5GHz, por um total de 100MHz, no leilão para implantação da tecnologia 5G promovido pela Anatel, por R$ 431 milhões.
No mesmo mês, a TIM anunciou a conclusão da venda de 51% da FiberCo (a operação de redes neutras da operadora) para a IHS Brasil por R$ 1,096 bilhão. Com a venda, a empresa passou a ser chamada I-Systems e a TIM continuou como locatária âncora da rede.
Em 2022, O novo CEO da matriz, Pietro Labriola, anunciou um plano industrial que prevê a divisão da companhia em duas novas sociedades. De acordo com o executivo, a maior empresa de telefonia da Itália será desmembrada em um braço de infraestrutura de rede e fibra ótica e outro de serviços, que incluirá a TIM Brasil.
Em 2023, a TIM Brasil foi responsável por 27,1% das receitas do Gruppo TIM.

## Resultados financeiros e operacionais
| Ano  | Financeiros                | Financeiros                  | Financeiros         | Operacionais              | Operacionais             | Operacionais | Operacionais         | Operacionais |
| Ano  | Lucro líquido (R$ bilhões) | Receita líquida (R$ bilhões) | EBITDA (R$ bilhões) | Acessos móveis (milhares) | Acessos fixos (milhares) | ARPU (R$)    | Minutos de Uso (MOU) | Empregados   |
| ---- | -------------------------- | ---------------------------- | ------------------- | ------------------------- | ------------------------ | ------------ | -------------------- | ------------ |
| 2014 | 1,55                       | 19,50                        | 5,54                | 75.721                    | 402                      | 17,7         | 136                  | 12.860       |
| 2015 | 2,09                       | 17,14                        | 6,61                | 66.234                    | 592                      | 16,7         | 119                  | 13.062       |
| 2016 | 0,75                       | 15,62                        | 5,21                | 63.418                    | 524                      | 18,0         | 117                  | 9.863        |
| 2017 | 1,23                       | 16,23                        | 5,94                | 58.634                    | 676                      | 20,2         | 110                  | 9.519        |
| 2018 | 1,56                       | 16,98                        | 6,56                |                           |                          |              |                      |              |
| 2019 | 2,04                       | 17,37                        | 6,79                |                           |                          |              |                      |              |
| 2020 | 1,87                       | 17,26                        | 8.37                |                           |                          |              |                      |              |
| 2021 | 2,20                       | 18,05                        | 8,73                |                           |                          |              |                      |              |

## Produtos e serviços
A empresa oferece serviços como TIM Beta, TIM Communicator e TIM Music, em parceria com o Deezer.
Em junho de 2000, o blah! foi lançado sendo o percursor dentre as comunidades virtuais. No final de 2011, o blah! foi modificado para ser um plano teste, direcionado aos jovens. Em 2014, foi lançado um aplicativo móvel de mesmo nome que oferece troca de mensagens usando os dados da rede. Seu nome em seguida foi alterado para Tim Beta.
Entre março de 2020 e abril de 2025, houve uma parceria entre a TIM e o C6 Bank, por meio da qual clientes da operadora tem vantagens como bônus de internet, parcelamento de smartphones em até 18 vezes e taxas melhores para investimentos.

### Internet de Banda Larga
Em outubro de 2012, o Live TIM foi lançado, oferecendo serviços de acesso à internet, que usa a tecnologia VDSL2, inicialmente disponível apenas em alguns locais de São Paulo e Rio de Janeiro, nas velocidades de 35 Mbps (20 Mbps de upload) e 50 Mbps (30 Mbps de upload). A empresa divulgou que estava investindo por volta de R$ 100 milhões ao ano, dentro dos cerca de R$ 3 bilhões do plano de investimento do grupo TIM Participações. A aquisição da rede da AES Atimus por mais de R$ 1,5 bilhão no ano anterior permitiu em grande parte essa operação. Ainda não havia previsão para quando o serviço seria expandido para novos municípios, o que ainda estava sendo estudado pela operadora.
Em 2018, com a liberação da faixa 700 MHz, a TIM prometeu liberar, para todo o Brasil, o TIM Live por meio de uma tecnologia aérea. Em 2022, o serviço estava disponível nos estados do Amazonas, Bahia, Goiás, Minas Gerais, Pernambuco, Santa Catarina, São Paulo, Rio de Janeiro e o Distrito Federal e a operadora assinou contrato com a rede neutra V.Tal para expansão da cobertura FTTH. Em janeiro de 2023, o serviço passou a ser chamado TIM UltraFibra.

### Telefonia fixa
A operadora possui um acentuado estilo empresarial, mas oferece o serviço o TIM Fixo através de VOIP vinculado à internet banda larga.

## Prêmios

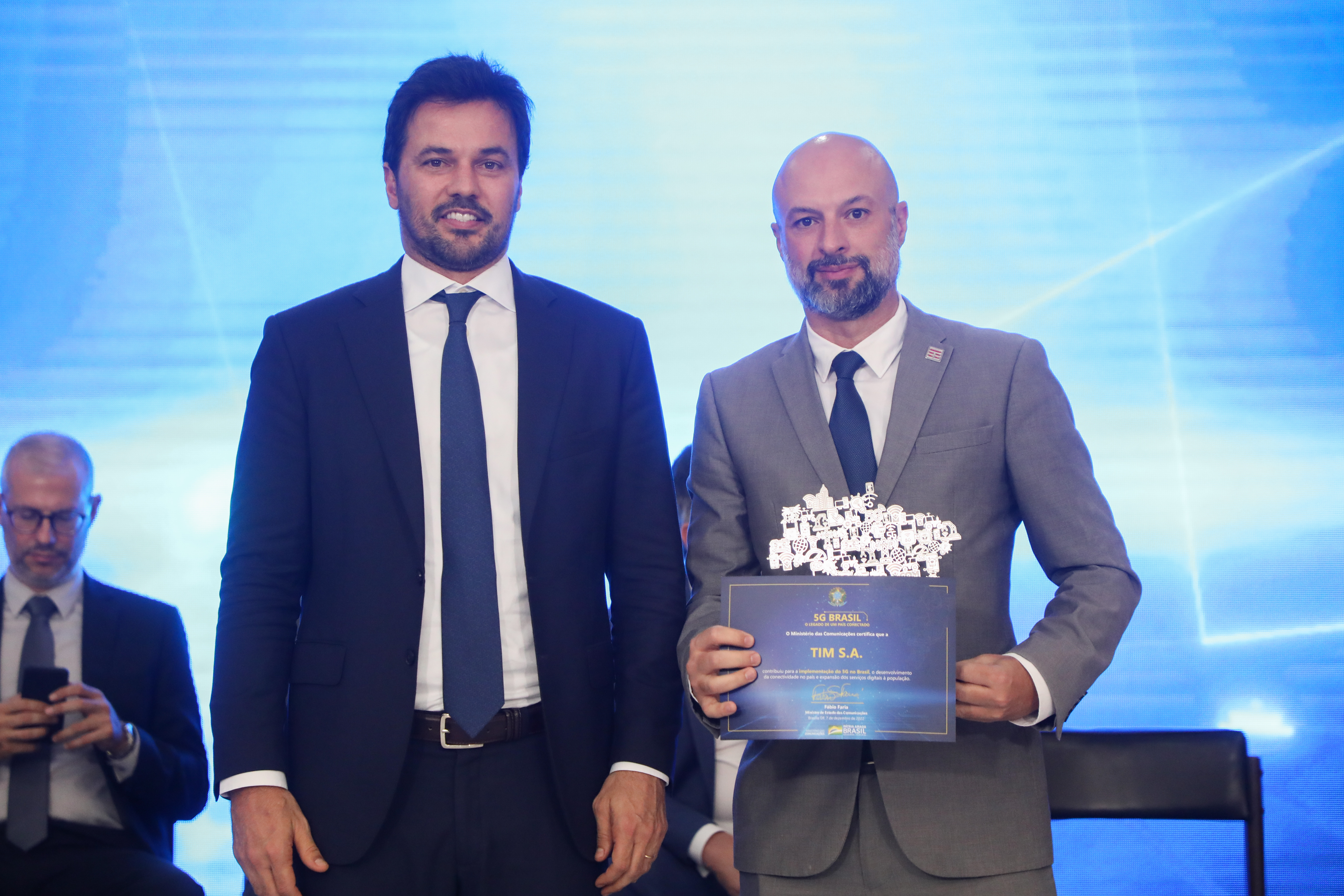
O Ministério das comunicações entrega Certificado à representante da TIM, indicando a contribuição da empresa na implementação do 5G no Brasil.

O Folha Top of Mind desenvolvido pelo instituto Datafolha elegeu a TIM pelo quarto ano consecutivo a "Operadora de Telefonia Celular Top of Mind" em três anos (2003, 2005 e 2006). O prêmio é baseado na pesquisa do instituto realizada em todos os estados do Brasil. Em 2010, a Tim foi a operadora brasileira menos lembrada pelos participantes da pesquisa, ficando atrás da Claro, Vivo e Oi, respectivamente.
Concedido pelo terceiro ano consecutivo a TIM foi eleita o destaque entre as "Empresas mais admiradas do Brasil" na categoria Operadora de Telefonia Móvel. A premiação é uma avaliação conduzida anualmente pelo Instituto InterScience Informações e Tecnologia Aplicada e pela Revista Carta Capital.
Em 2010, a TIM foi eleita como a "Melhor operadora da América Latina", pela revista World Finance.
Em 2021, a Tim recebeu pela segunda vez Prêmio Anatel de Acessibilidade 2021.

## Patrocínios
A TIM patrocina 15 dos grandes clubes brasileiros: Atlético Mineiro, Atlético Paranaense, Bahia, Corinthians, Coritiba, Cruzeiro, Flamengo, Grêmio, Internacional, Palmeiras, São Paulo, Vasco, Vitória, Fluminense e Botafogo.

## Slogans
- 1998-2002: A sua Maxitel sem fronteiras
- 2000-2002: Vivendo sem fronteiras
- 2002-2009: Viver sem fronteiras
- 2009-2016: Você, sem fronteiras.
- 2016-2018: Evoluir é fazer diferente
- 2018-2019: A evolução não para
- 2019-2020: A inovação não para
- 2019-2020: 5G. O futuro está chegando
- 2020-presente: Imagine as possibilidades

## Críticas, reclamações e multas

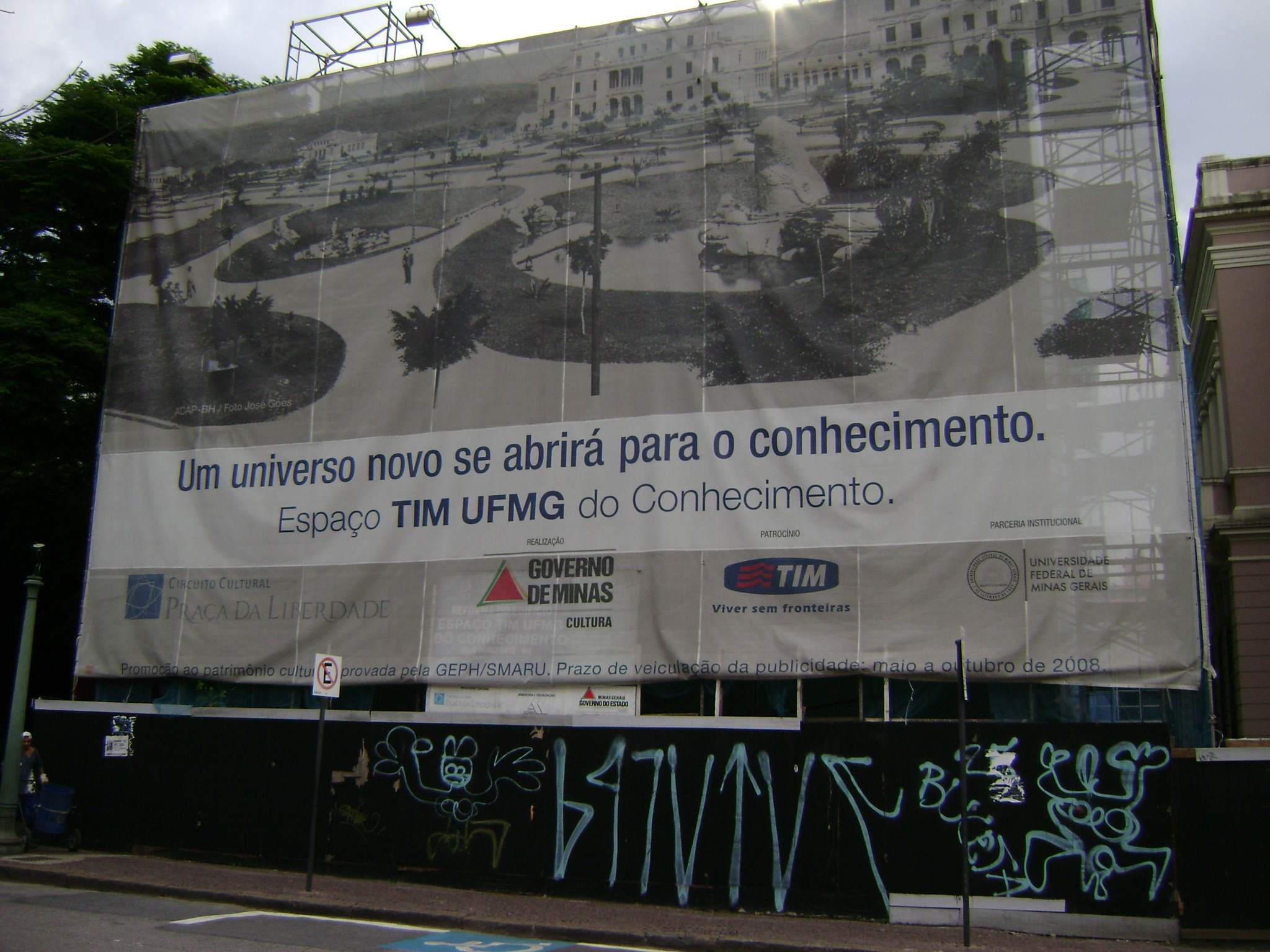
Espaço Tim UFMG do Conhecimento, em implantação na Praça da Liberdade, Belo Horizonte.

De acordo com o site de reclamações contra serviços prestados por empresas, o Reclame Aqui, a operadora em 2008 recebeu avaliação de "empresa não recomendada", no ano seguinte, como empresa "ruim" e em 2010 como "regular". A qualidade decaiu e em 2013, a reputação da empresa no Reclame Aqui, estava novamente como "empresa não recomendada".

### Década de 2000
Em janeiro de 2009, a empresa foi multada pelo Procon em R$ 1,78 milhão devido ao corte das linhas telefônicas da Casa Civil e Casa Militar do Paraná. Foi atingido pela ação dos cortes telefônicos inclusive o governador na época, Roberto Requião.
Em fevereiro, ela foi condenada a pagar R$ 7 mil por danos morais a um cliente por ter seu celular bloqueado. Todavia, o juiz apenas determinou o seu desbloqueio.
Em março, recebeu multas do Ministério da Justiça em R$ 650 mil por não incluir a opção de reclamação no menu principal de atendimento em seu SAC, em desrespeito ao Decreto nº 6.523/08.
Em abril, foi divulgado que uma cliente recebeu indenização no valor R$ 4 mil devido uma cobrança indevida em sua conta. O 6º Juizado Especial Cível de Brasília entendeu que a cobrança de ligações para o serviço disponibilizado no número *144, a central de atendimento à clientes, não deveria ser cobrado mesmo que realizado em roaming internacional. A Tim também incluiu o nome desta cliente no Serviço de Proteção ao Crédito (SPC) aonde foi determinada a retirada do nome da cliente da lista de devedores assim como o desbloqueio de sua linha.
Ainda em 2009, foi proibida de transmitir SMS com propaganda do serviço TimCafé para seus clientes, pois o conteúdo é voltado para o público adulto, que de acordo com o Ministério Público levava o consumidor a erro.

### Década de 2010
Em fevereiro de 2010, a operadora foi condenada a pagar R$ 12 mil a uma cliente por ostentar, durante 8 meses, a frase: "Catarina quer chorar ela tem um gatinho" na fatura de uma cliente em lugar de seu nome.
Em outubro, o ranking de atendimento da Anatel colocava a TIM como a pior operadora do Brasil em atendimento ao cliente no serviço fixo, no mesmo mês a operadora classificada entre os serviços móveis como a quarta pior operadora do Brasil, segundo ranking da Anatel, em posição inferior a Vivo, Claro e Oi, respectivamente, tendo inclusive relatos de overbooking.
Em 23 de janeiro de 2011, a Justiça Federal do Rio Grande do Norte proibiu a TIM de vender, habilitar e fazer portabilidade de novas linhas no Rio Grande do Norte (RN). Enquanto a proibição esteve em vigor, quem tentava habilitar linhas nas lojas do RN ouvia que o "sistema estava fora do ar". A Justiça Federal fixou um prazo de 30 dias para a TIM entregar um plano de expansão da rede para o RN. Após a apresentação do plano, a justiça liberou a TIM para vender, habilitar e fazer a portabilidade de novas linhas.
Em 18 de abril, foi impedida pelo Procon de Florianópolis de comercializar novas ativações no mesmo município durante 48 horas devido ao elevado número de reclamações sem solução registradas naquele órgão. Por descumprir esta determinação, foi multada em R$ 1 milhão.
Em 24 de fevereiro de 2012, a operadora foi impedida pela 2ª Vara da Justiça Federal de Pernambuco de comercializar novas linhas no estado. A operadora deveria apresentar investimentos no estado que deem conta dos serviços, se fosse descumprida a decisão a operadora teria que pagar uma multa de R$ 10 mil para cada linha disponibilizada e R$ 100 mil por dia de descumprimento.
Em 18 de julho, a Anatel divulgou que as operadoras TIM, Claro e Oi ficariam impedidas de comercializar cartões SIM em diversos estados devido ao alto número de reclamações de usuários do serviço móvel. A medida da Anatel pune a operadora com mais reclamações em cada estado, impedindo-a de comercializar cartões SIM no estado em questão a partir do dia 23 de julho do mesmo ano. A TIM foi a operadora que mais recebeu reclamações em dezoito estados e no Distrito Federal, a Oi em cinco e a Claro em três. A multa por descumprimento da medida é de R$ 200 mil por dia.
Em 2 de maio de 2013, a Anatel multou a Tim em R$ 9,6 milhões por má qualidade de serviço prestado, dentro de um processo que acusava a empresa de provocar quedas nas ligações nas quais era cobrado um valor único por chamada, no plano pré-pago Infinity. Segundo o relatório final do processo, a Tim descumpriu regulamentos que determinam padrões mínimos de qualidade na prestação de serviço, além de normas do Código de Defesa do Consumidor (CDC).
Em 19 de setembro, a Secretaria de Justiça do Distrito Federal e o Procon/DF anunciaram a aplicação de uma multa de mais de R$ 3 milhões à Tim, em função do descumprimento do Código de Defesa do Consumidor. Segundo o Procon, a multa é referente a 87 reclamações feitas por consumidores; todas elas foram agrupadas num único processo, o que possibilitou a aplicação de uma penalidade mais severa. Dentre as irregularidades, constavam cobranças indevidas, descumprimento de ofertas, negativa de restituições e não-exclusão de nomes do cadastro de inadimplência.
Em 15 de outubro, o Procon do estado do Rio de Janeiro aplicou uma multa à Tim de cerca de R$ 300 mil, relativa à execução de 10 processos judiciais não mais passíveis de recurso. Os processos abrangiam irregularidades diversas, tais como propaganda enganosa, descumprimento de oferta e má prestação de serviço.
Em 19 de novembro, o Procon de Londrina multou a Tim em R$ 7 milhões por descumprimento de contrato com dois clientes. Na semana seguinte, no dia 25, aplicou uma nova multa, de mais R$ 7 milhões, relativa ao descumprimento de ofertas feitas pela empresa. Segundo o coordenador do Procon, as multas são resultado de uma operação realizada em agosto daquele ano, onde a Tim chegou a ter proibida a comercialização de novos pacotes, mas conseguiu uma liminar para continuar vendendo.
Em dezembro de 2015, a associação Proteste entrou com ação civil pública na Justiça Federal contra Claro, NET, Vivo, GVT, Oi e TIM devido ao serviço de má qualidade oferecido por essas empresas na internet banda larga. A associação também pedia por transparência e descontos nas faturas dos clientes lesados. Em nota, a Proteste completou dizendo que "as empresas não cumprem nem 60% das metas fixadas pela Anatel quanto à velocidade contratada e a efetivamente oferecida (...) Milhões de consumidores vêm sendo lesados há anos, ao pagar por um serviço em desacordo com as regras e que não oferece a qualidade esperado". Também chamou o serviço de banda larga no Brasil de "ineficiente" e "incapaz de garantir o desenvolvimento dos níveis de qualidade de prestação do serviço".

## Estrutura acionária
A holding TIM, controlada pela TIM Brasil Serviços e Participações (filial da Telecom Italia Finance, por sua vez controlada pelo Grupo TIM), atua no mercado de telefonia brasileiro com a marca TIM.
- TIM (Roma, Itália)
  - Telecom Italia Finance (Luxemburgo, Luxemburgo) - 100%
    - TIM Brasil Serviços e Participações (Rio de Janeiro, Brasil) - 100%
      - TIM (Rio de Janeiro, Brasil) - 67%
        - I-Systems - 49%

## Logos

1998-2004
2004-2016
2016-presente